# Linhai
Linhai is een stad en een arrondissement in de prefectuur Taizhou in de Chinese provincie Zhejiang. Bij de volkstelling van 2020 had de stad zelf 551.458 inwoners, het arrondissement had 1.114.146 inwoners. Linhai is een satellietstad van Taizhou.